# Shunta Awaka
Shunta Awaka (jap. 阿波加 俊太, Awaka Shunta; * 7. Februar 1995 in Iwamizawa, Präfektur Hokkaidō) ist ein ehemaliger japanischer Fußballspieler. 

## Karriere

### Verein
Shunta Awaka erlernte das Fußballspielen in der Jugendmannschaft von Hokkaido Consadole Sapporo. Hier unterschrieb der Torwart 2013 auch seinen ersten Profivertrag. Der Verein aus Sapporo, einer Stadt von Hokkaidō, der nördlichsten der vier japanischen Hauptinseln, spielte in der zweithöchsten Liga des Landes, der J2 League. Von Februar 2014 bis Juni 2014 wurde er an den Drittligisten SC Sagamihara ausgeliehen. Für den Verein aus Sagamihara stand er einmal im Tor. 2014 spielte er viermal in der J.League U-22 Selection. Diese Mannschaft, die in der dritten Liga, der J3 League, spielte, setzte sich aus den besten Nachwuchsspielern der höherklassigen Vereine zusammen. Das Team wurde mit Blick auf die Olympischen Sommerspiele 2016 in Rio de Janeiro gegründet. Die Auswahl der Spieler erfolgte auf wöchentlicher Basis aus einem Pool, für den jeder Verein förderungswürdige Talente benennen konnte; die Zusammensetzung der Mannschaft variierte daher sehr stark von Spiel zu Spiel. Der Honda FC, ein Drittligist aus Hamamatsu, lieh ihn von Juni 2015 bis Dezember 2015 aus. Für Honda stand er 15-mal in der J3 League im Tor. 2016 wurde er mit Sapporo Meister in der zweiten Liga und stieg in die erste Liga auf. Die nächste Ausleihe erfolgte 2017. Hier spielte er auf Leihbasis beim Ehime FC aus Matsuyama. Bei dem Club kam er nicht zum Einsatz. Am Ende der Saison 2024 belegte er mit Hokkaido den 19. Tabellenplatz und musste somit in die zweite Liga absteigen. Nach der Saison 2024 beendete er im Januar 2025 seine Karriere als Fußballspieler.

### Nationalmannschaft
Shunta Awaka spielte 2011 einmal in der japanischen U17-Nationalmannschaft. Im Achtelfinale der U-17-Weltmeisterschaft in Mexiko stand er im Tor beim 6:0-Sieg gegen Neuseeland.

## Erfolge
Hokkaido Consadole Sapporo
- Japanischer Zweitligameister: 2016